# Phấn Mễ
Phấn Mễ là một xã cũ thuộc huyện Phú Lương, tỉnh Thái Nguyên, Việt Nam.

## Địa lý
Xã Phấn Mễ nằm ở phía nam huyện Phú Lương, có vị trí địa lý:
- Phía đông giáp thị trấn Giang Tiên và các xã Tức Tranh, Vô Tranh
- Phía tây giáp huyện Đại Từ và xã Động Đạt
- Phía nam giáp huyện Đại Từ
- Phía bắc giáp thị trấn Đu.

Xã Phấn Mễ có diện tích 21,43 km², dân số năm 2013 là 9.072 người, mật độ dân số đạt 423 người/km².
Quốc lộ 3 chạy qua phần phía đông của xã còn dòng sông Đu chảy qua khu vực trung tâm của xã theo chiều bắc - nam, một dòng suối chảy từ hai xã Phục Linh và Tân Linh đổ vào sông Đu tại cực nam của Phấn Mễ.

## Lịch sử
Từ năm Minh Mạng thứ 16 (1836), Phấn Mễ là một xã của tổng Động Đạt, huyện Phú Lương.
Sau Cách mạng tháng 8 năm 1945, Phấn Mễ là một trong 12 xã của huyện Phú Lương.
Đến năm 2005, xã Phấn Mễ được chia thành 26 xóm: Tràng Học, Giá 1, Giá 2, Mấu 1, Mấu 2, Làng Trò, Tân Hòa, Làng Mai, Mỹ Khánh, Bò 1, Bò 2, Bún 1, Bún 2, Giang 1, Giang 2, Phú Sơn, Làng Hin, Bầu 1, Bầu 2, Cọ 1, Cọ 2, Phú Yên, Lân 1, Lân 2, Hoa 1, Hoa 2.
Ngày 13 tháng 12 năm 2013, chuyển 388,08 ha và 1.744 người của xã Phấn Mễ vào thị trấn Đu quản lý. Xã Phấn Mễ còn lại 2.142,92 ha diện tích tự nhiên và 9.072 người và 22 xóm.
Ngày 23 tháng 7 năm 2019, sáp nhập hai xóm Bò 1 và Bò 2 thành xóm Làng Bò, sáp nhập hai xóm Giá 2 và Mấu 1 thành xóm Phố Giá Dộc Mấu, sáp nhập xóm Phú Yên vào xóm Cọ 1. Xã Phấn Mễ có 19 xóm.
Năm 2024, sáp nhập 14,90 km² và 6.042 người của xã Phấn Mễ vào thị trấn Giang Tiên, sáp nhập 6,29 km² và 5.404 người của xã Phấn Mễ vào thị trấn Đu.

## Kinh tế - xã hội
Trên địa bàn xã có mỏ than Phấn Mễ được người Pháp thăm dò năm 1908 và bắt đầu đầu khai thác từ năm 1910 với có trữ lượng than mỡ 1.400.000 tấn, có rất nhiều chất bốc và có giá trị cao. Hiện nay, mỏ than Phấn Mễ trở thành nguồn cung cấp than phục vụ việc luyện gang thép cho Nhà máy Gang thép Thái Nguyên. Hiện nay, mỏ đang áp dụng cả công nghệ khai thác lộ thiên và hầm lò.
Ngoài ra, trên địa bàn xã Phấn Mễ còn có khoáng sản đất cao lanh.